# James Hamilton Stanhope
Le colonel James Hamilton Stanhope (1788–1825) est un officier de l'armée britannique qui combat pendant la Guerre d'indépendance espagnole et à la bataille de Waterloo. Il est député de Buckingham, 1817-1818, Fowey, 1818-1819 et de Dartmouth, 1822-1825  .

## Biographie
Il est le troisième et dernier fils de Charles Stanhope (3e comte Stanhope) .
Il s'engage dans l'armée britannique à l'âge de 15 ans, contrairement aux souhaits de son père, mais grâce aux conseils et à l'influence de William Pitt le Jeune, cousin germain de son père. Il entre dans l'armée britannique en tant qu'enseigne dans le Grenadier Guards, le 26 décembre 1805. Il est promu lieutenant et capitaine le 14 janvier 1808 et obtient son brevet de major le 21 juin 1813; et devient capitaine et lieutenant-colonel dans les 1st Foot Guards le 25 juillet 1814 .
Il sert en Espagne, au Portugal, en Flandre et en France. Il sert dans l'état-major du général Sir John Moore en tant qu'aide de camp en 1809. Il est aide de camp supplémentaire de Thomas Graham (baron Lynedoch) (1810-1814). En 1812, il est nommé sous-maître adjoint du quartier et en 1813, adjoint du maître de quartier dans la péninsule  .
Lors de la prise d'assaut de Saint-Sébastien fin août, début septembre 1813, il reçoit une blessure par balle dans la colonne vertébrale. L’opinion des chirurgiens qui l’assistent est que la balle ne pouvait pas être extraite sans risque de conséquences fatales, elle est donc restée coincée dans son logement et lui cause d’immenses souffrances toute sa vie . Il reste dans l'armée et, en 1815, sert comme assistant auprès du duc de Wellington pendant la Campagne de Belgique et participe à la bataille de Waterloo puis à la marche sur Paris. De 1815 jusqu'à sa mort, il est aide de camp du prince Frédéric d'York .
Il est élu au Parlement pour la première fois en 1817. Il est réélu pour Fowey aux élections générales de 1818, mais n'est pas réélu en 1820. Cette année-là, il est nommé l'un des quatre exécuteurs testamentaires par sir Joseph Banks. Il est réélu à la Chambre des communes au début de 1822 en tant que député de Dartmouth et occupe le siège jusqu'à sa mort .

## Famille
Le 9 juillet 1820, il épouse Frederica-Louisa, fille aînée de David William Murray (3e comte de Mansfield). Elle donne naissance à un fils, James Stanhope (député) (en), mais est décédée le 14 janvier 1823 .
Très affligé par la mort de son épouse, Stanhope abandonne son établissement situé à South Audley Street à Londres, pour s’installer à Kenwood House, le siège de son beau-père. En 1825, Stanhope est toujours très déprimé par la perte de son épouse et continue à souffrir de malaise physique dû à la blessure qu'il a subie en Espagne douze ans plus tôt. Il semble très absent et a l'habitude de rester assis longtemps, comme s'il était dans un état de stupeur, puis il se mettait brusquement en marche, comme s'il sortait de son sommeil ou d'une alarme. Quelques jours avant sa mort, le 5 mars, il s'est beaucoup plaint de ne pas pouvoir dormir, en raison de la douleur qu'il a endurée. Alors qu'il se promenait dans le parc à une certaine distance de la maison, il entre dans un hangar formé pour abriter le bétail et se pend à une poutre. Son corps n'a été découvert que quelques heures après, alors qu'une fouille générale était en cours. Un jury de coroner a rendu un verdict de "folie temporaire" .